# 甘登乡
甘登乡，又称甘德乡，是中华人民共和国西藏自治区林芝市墨脱县下辖的一个乡，位于县境北部，距著名的雅鲁藏布江大拐弯约15公里，2007年人口365人，其中藏族191人、门巴族91人、珞巴族83人。甘德乡平均海拔1857.5米，是墨脱县目前最偏远的乡，通往县城的骡马驿道长107.5公里，往返需时8天，条件非常艰苦。

## 行政区划
甘登乡下辖以下村级行政区划单位：
甘登村和多卡村。